# 고현철 (교수)
고현철(1961년 6월 10일 ~ 2015년 8월 17일)은 대한민국의 언어학자, 교수이다.

## 생애
1961년 제주도 성산읍에서 태어났다. 부산 대동고등학교를 졸업하고 부산대 국어국문학과에 입학했다. 
<<한국 현대시의 장르 패로디 연구 - 담론 양상을 중심으로>>로 박사학위를 받았고 1999년 부산대 인문대학 국어국문학과 조교수로 임용됐다. 
2015년 8월 17일 오후 3시경 부산대 대학본관 4층에서 투신했다. 당시 부산대는 총장 직선제를 유지하고 있었으나 박근혜 정부가 간선제 전환을 요구하며 대학을 압박하고 있었다. 정부 압박으로 대학 내부에서 간선제를 전환을 두고 갈등이 빚어지는 와중에 직선제 사수를 외치며 투신했다. 